# جيانلوكا دي تشيارا
جيانلوكا دي تشيارا (بالإيطالية: Gianluca Di Chiara) (26 ديسمبر 1993 بباليرمو في إيطاليا - ) هو لاعب كرة قدم إيطالي في مركز الدفاع. شارك مع منتخب إيطاليا تحت 19 سنة لكرة القدم. أما مع النوادي، فقد لعب مع نادي باليرمو ونادي ريجيانا 1919 ونادي فوجيا ونادي كاتانزارو ونادي ليتشي ولاتينا كالتشيو واتحاد بافيا لكرة القدم.

## وصلات خارجية
- جيانلوكا دي تشيارا على موقع قاعدة بيانات كرة القدم.إي يو (الإنجليزية)
- جيانلوكا دي تشيارا على موقع Soccerway.com (الإنجليزية)